# Manuel Asensi Martín
Manuel Asensi Martin, né le 2 juillet 1918 et mort le 12 février 1997, est un arbitre espagnol de football, qui fut arbitre international dès 1948.

## Carrière
Il a officié dans des compétitions majeures :
- Coupe d'Espagne de football 1951 (finale)
- Coupe du monde de football de 1954 (1 match)
- Coupe d'Espagne de football 1959 (finale)